# Rochester New York FC
Dernière mise à jour : 13 mars 2023.
Le Rochester New York FC, anciennement Rhinos de Rochester (en anglais : Rochester Rhinos), est une franchise de soccer professionnel basée à Rochester, dans l'État de New York, fondée en 1996. Après avoir connu du succès dans les ligues inférieures tout au long de son histoire, remportant la Coupe des États-Unis en 1999 au passage, les Rhinos suspendent leurs activités de 2018 à 2021 avant de retrouver les terrains en MLS Next Pro, avec une toute nouvelle identité, à compter de 2022. Néanmoins, après une seule saison, le club annonce cesser ses opérations le 10 mars 2023.

## Historique

### Repères historiques
- 1996 : fondation du club sous le nom des Rochester Raging Rhinos
- 2008 : le club est renommé Rochester Rhinos
- 2021 : le club est renommé Rochester New York FC

### Histoire

#### Le succès des premières années
Les Raging Rhinos de Rochester est fondée en 1996 et intègrent la A-League. Lors de leur première saison, la franchise réalise une très bonne saison mais perd la finale du championnat face aux Sounders de Seattle (défaite 2-0). Et aussi, les Rhinos perd la finale de la coupe des États-Unis de 1996, face au D.C. United (défaite 3-0).
En 1998, la franchise remporte leur premier titre de champion de A-League face au Thunder du Minnesota (victoire 3-1). Puis, en 1999, les Rhinos remportent la coupe des États-Unis, lors d'une victoire 2-0 face aux Rapids du Colorado, devenant ainsi la première franchise qui n'évolue pas en MLS à remporter le trophée depuis la création de la MLS,. Puis, la franchise remportent deux autres titres de A-League en 2000 et 2001.

#### Un club compétitif mais des affluences en berne
En juin 2006, les Rhinos déménage dans leur nouveau stade entièrement destiné au soccer, le PAETEC Park d'une capacité de 13 768 places. La franchise de Rochester avait été mentionné comme un candidat à l'expansion de la MLS en raison du succès de leur franchise avec une affluence moyenne de 10 000 personnes par rencontre,. En 2006, Don Garber a déclaré: « À un moment donné, nous voulons trouver une façon d'avoir une équipe MLS à Rochester. » Cependant, les Rhinos ont vu leur affluence et leurs finances diminuer, et la ville n'est plus envisagée par la MLS.

#### Sauvetage du club
En 2008, la franchise est placée en faillite, leur stade est repris par la municipalité de Rochester, puis le 20 mars l'équipe est rachetée par l'homme d'affaires Rob Clark qui renomme la franchise en Rhinos de Rochester, en retirant Raging. En 2011, la franchise rejoint un nouveau championnat la USL Pro.
Le 28 janvier 2013, la franchise devient affiliée au Revolution de la Nouvelle-Angleterre, formation de MLS,.

#### Nouvelles difficultés financières et pause (2016-2017)
En janvier 2016, la Ligue reprend la propriété de la franchise qui appartenez à la famille Clark, citant la révocation du bail du Rochester Rhinos Stadium par la ville de Rochester. La Ligue prend en charge la franchise jusqu'à ce qu'il sera vendu à un nouveau groupe de propriétaire. David et Wendy Dworkin, propriétaires minoritaires de franchise de basket des Kings de Sacramento, sont annoncés comme les nouveaux propriétaires plus tard dans le mois.
Le 10 mars 2016, ils sont officiellement introduits comme les nouveaux propriétaires de la franchise. Puis, le 30 novembre 2017, les Rhinos annoncent qu'ils seront en hiatus pour la saison 2018.

#### Retour puis chute abrupte (2021-2023)
Le 15 juin 2021, Jamie Vardy est annoncé comme copropriétaire de la franchise. Quelques mois plus tard, le 1er septembre 2021, les Rhinos de Rochester font place au Rochester New York FC, une nouvelle identité afin de préparer au retour de l'équipe sur les terrains en 2022. C'est le 6 décembre 2021 que Rochester devient finalement le premier club indépendant à la Major League Soccer à intégrer la MLS Next Pro à compter de 2022.
Pour son retour à la compétition après une pause de quatre ans, Rochester conclut sa saison régulière au troisième rang de la division Nord-Est et le quatrième dans la conférence Est. Portée par son buteur (treize réalisations) Gibran Rayo, l'équipe est donc qualifiée pour les séries éliminatoires mais s'incline d'entrée en demi-finale de conférence face au futur vainqueur, le Crew 2 de Columbus. Malgré ce succès sur le terrain, il est rapporté que Jamie Vardy aurait quitté le groupe de propriétaires du club au cours de l'été 2022, sans que ceci ne soit rendu officiel par le club. Des sources avancent même que l'international anglais n'aurait jamais vraiment fait partie du projet et qu'il s'agirait alors d'une campagne marketing pour promouvoir le club à son retour. Fin 2022, la direction cherche alors à trouver de nouveaux actionnaires afin de poursuivre l'histoire de l'équipe en 2023. Cependant, malgré une ultime tentative à la fin du mois de février 2023, la négociation échoue et le Rochester New York FC disparait finalement après la publication d'un communiqué le 10 mars 2023.

### Section féminine
La franchise est achetée en 2005 à Jill McCabe, puis est vendue à Doug Miller en 2008. La section féminine de Rochester n'a jamais vraiment brillé en W-League, la meilleure performance est une 4e place de la Northern Division en 2007.

## Palmarès et records

### Palmarès
| Compétitions nationales |
| - A-League (3) : - Vainqueur : 1998, 2000 et 2001. - Vainqueur de la saison régulière : 1998 et 1999. - USSF Division 2 : - Vainqueur de la saison régulière : 2010. - United Soccer League (1) : - Vainqueur : 2015. - Vainqueur de la saison régulière : 2015. - Conférence Est de USL (1) : - Vainqueur : 2015. - US Open Cup (1) : - Vainqueur : 1999. - Finaliste : 1996. |

### Bilan par saison
| Saison                | Niv. | Saison régulière | Saison régulière | Saison régulière | Saison régulière | Saison régulière | Saison régulière | Saison régulière | Position | Position | Séries éliminatoires      | US Open Cup     | Affl. moy. saison régulière | Affl. moy. séries éliminat. |
| Saison                | Niv. | M                | V                | N                | D                | BP               | BC               | Pts              | Conf.    | Ligue    | Séries éliminatoires      | US Open Cup     | Affl. moy. saison régulière | Affl. moy. séries éliminat. |
| --------------------- | ---- | ---------------- | ---------------- | ---------------- | ---------------- | ---------------- | ---------------- | ---------------- | -------- | -------- | ------------------------- | --------------- | --------------------------- | --------------------------- |
| 1996                  | 2    | 27               | 14               | -                | 13               | 44               | 42               | 36               | -        | 4e       | Finaliste                 | Finale          | 9 991                       | 14 806                      |
| 1997                  | 2    | 28               | 14               | -                | 14               | 56               | 47               | 42               | 2e       | 9e       | Demi-finale de division   | Premier tour    | 10 677                      | 5 160                       |
| 1998                  | 2    | 28               | 24               | -                | 4                | 72               | 15               | 70               | 1er      | 1er      | Champion                  | Troisième tour  | 11 499                      | 9 797                       |
| 1999                  | 2    | 28               | 22               | -                | 6                | 47               | 30               | 92               | 1er      | 1er      | Finaliste                 | Champion        | 11 551                      | 8 111                       |
| 2000                  | 2    | 28               | 20               | 1                | 7                | 42               | 25               | 75               | 2e       | 7e       | Champion                  | Troisième tour  | 11 628                      | 8 769                       |
| 2001                  | 2    | 26               | 16               | 4                | 6                | 43               | 27               | 74               | 2e       | 3e       | Champion                  | Deuxième tour   | 10 789                      | 7 150                       |
| 2002                  | 2    | 28               | 19               | 3                | 6                | 46               | 16               | 89               | 1er      | 4e       | Finale de conférence      | Troisième tour  | 10 008                      | 10 258                      |
| 2003                  | 2    | 28               | 15               | 6                | 7                | 55               | 36               | 51               | 2e       | 5e       | Finale de conférence      | Quatrième tour  | 10 169                      | 9 178                       |
| 2004                  | 2    | 28               | 15               | 3                | 10               | 36               | 32               | 48               | 4e       | 5e       | Demi-finale de conférence | Quart de finale | 10 200                      | 7 124                       |
| 2005                  | 2    | 28               | 15               | 6                | 7                | 45               | 27               | 51               | -        | 2e       | Demi-finale               | Quart de finale | 9 791                       | 6 195                       |
| 2006                  | 2    | 28               | 13               | 11               | 4                | 34               | 21               | 50               | -        | 2e       | Finaliste                 | Quatrième tour  | 10 110                      | 9 293                       |
| 2007                  | 2    | 28               | 12               | 6                | 10               | 39               | 36               | 42               | -        | 5e       | Quart de finale           | Troisième tour  | 9 705                       | 4 294                       |
| 2008                  | 2    | 30               | 11               | 9                | 10               | 35               | 32               | 41               | -        | 4e       | Demi-finale               | Troisième tour  | 8 243                       | 6 962                       |
| 2009                  | 2    | 30               | 11               | 9                | 10               | 34               | 32               | 43               | -        | 6e       | Quart de finale           | Demi-finale     | 6 888                       | 4 232                       |
| 2010                  | 2    | 30               | 16               | 6                | 8                | 38               | 24               | 54               | 1er      | 1er      | Quart de finale           | Troisième tour  | 6 464                       | 4 620                       |
| 2011                  | 3    | 24               | 12               | 4                | 8                | 31               | 23               | 40               | 1er      | 4e       | Finale de division        | Troisième tour  | 5 339                       | 3 436                       |
| 2012                  | 3    | 24               | 12               | 5                | 7                | 27               | 23               | 41               | -        | 2e       | Demi-finale               | Troisième tour  | 6 233                       | N/C                         |
| 2013                  | 3    | 26               | 6                | 10               | 10               | 25               | 39               | 28               | -        | 11e      | Non qualifié              | Troisième tour  | 5 876                       | N/Q                         |
| 2014                  | 3    | 28               | 10               | 8                | 10               | 29               | 25               | 38               | -        | 6e       | Quart de finale           | Cinquième tour  | 5 972                       | N/A                         |
| 2015                  | 3    | 28               | 17               | 10               | 1                | 40               | 15               | 61               | 1er      | 1er      | Champion                  | Quatrième tour  | 5 599                       | 5 729                       |
| 2016                  | 3    | 30               | 13               | 12               | 5                | 38               | 25               | 51               | 4e       | 6e       | Demi-finale de conférence | Quatrième tour  | 3 655                       | 2 080                       |
| 2017                  | 2    | 32               | 14               | 11               | 7                | 36               | 28               | 53               | 4e       | 9e       | Demi-finale de conférence | Quatrième tour  | 2 031                       | 1 647                       |
| En hiatus (2018-2021) |      |                  |                  |                  |                  |                  |                  |                  |          |          |                           |                 |                             |                             |
| 2022                  | 3    | 24               | 14               | -                | 10               | 37               | 30               | 40               | 4e       | 9e       | Demi-finale de conférence | Quatrième tour  | N/C                         | N/A                         |

## Stades

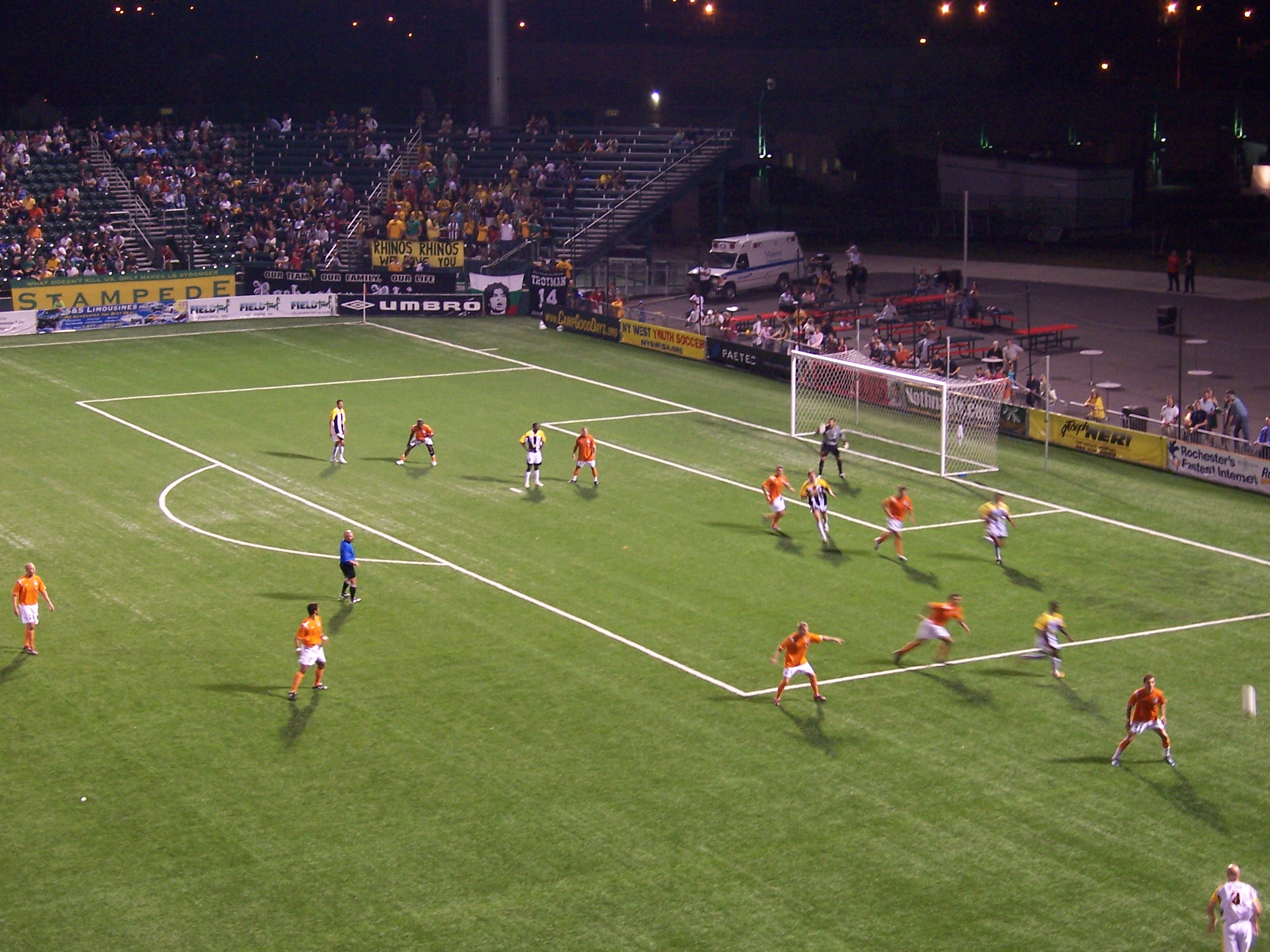
Les Rhinos (en noir, blanc et jaune) face aux Railhawks de la Caroline (en orange) le 6 juillet 2007

La franchise fait ses débuts au Fauver Stadium de l'Université de Rochester au début de la saison 1996. Puis entre 1996 et 2005, la franchise évolue au Frontier Field, une enceinte de baseball d'une capacité de 13 500 spectateurs. Stade des Red Wings de Rochester, une franchise de baseball de la Ligue mineure de baseball, évoluant dans la Ligue internationale. Le premier rencontre au Frontier Field, contre l'Impact de Montréal lors d'un match de A-League, devant 14 717 spectateurs (victoire 3-2).
Le PAETEC Park a été financé par l'État de New York, la ville de Rochester et les Rhinos de Rochester. L'État de New-York a financé 23 des 35 millions de dollars du coût de construction, les deux autres parties payant le reste. Le stade commence à être construit en juillet 2004 et est inauguré le 3 juin 2006 par un match à guichets fermés contre les Mariners de Virginia Beach (score final 2-2). Les Rhinos jouent ses rencontres à domicile au Marina Auto Stadium depuis la saison 2006.
L'équipe reprendra le jeu en 2022 au John L. DiMarco Field sur le campus du Monroe Community College dans la banlieue de Rochester à Brighton.

## Personnalités du club

### Entraîneurs
Le tableau suivant présente la liste des entraîneurs du club depuis 1996.
| Rang | Nom             | Période   |
| ---- | --------------- | --------- |
| 1    | Pat Ercoli      | 1996-2004 |
| 2    | Laurie Calloway | 2005-2007 |
| 3    | Darren Tilley   | 2008-2009 |
| 4    | Bob Lilley      | 2010-2011 |

| Rang | Nom                  | Période   |
| ---- | -------------------- | --------- |
| 5    | Jesse Myers          | 2012-2013 |
| 6    | Pat Ercoli (intérim) | 2013      |
| 7    | Bob Lilley           | 2014-2017 |
| 8    | Bruno Baltazar       | 2022      |

### Maillot retiré
- No 19 : Doug Miller (en), (1996-1999 et 2003-2006), Attaquant.

Doug Miller a remporté avec les Rhinos deux trophées collectifs (1 U.S. Open Cup, et 1 A-League), et deux titres de meilleur buteur de A-League en 1996 (18 buts), 1997 (23 buts) et élu meilleur joueur de A-League en 1997. Il inscrit 75 buts en 146 rencontres avec les Rhinos.

## Soutien et image

### Logos

Logo de 1996 à 2007.
Logo de 2008 à 2015.
Logo actuel de 2016 à août 2021.
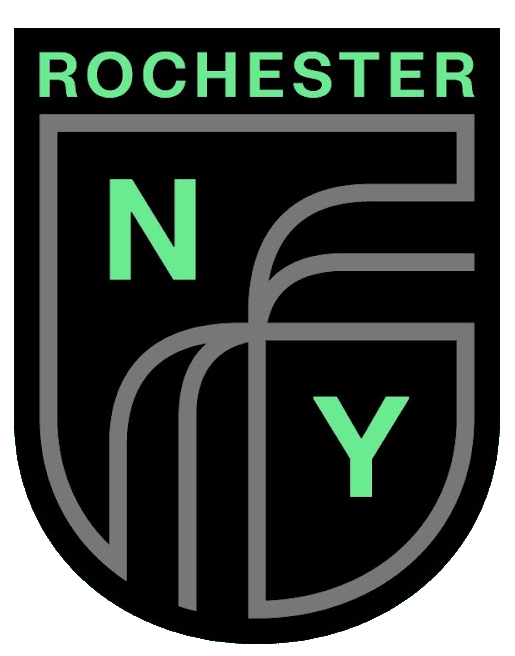
Logo entre septembre 2021 et mars 2023.

### Groupes de partisans
Le principal groupe de partisans des Rhinos est l'Oak Street Brigade, fondé en 2011. Le kop se situe à la section 101 du Capelli Sport Stadium, le domicile des Rhinos,. Leurs principaux rivaux sont les ultras de Montréal et Pittsburgh. Le nom Oak Street Brigade fait référence à l'adresse du stade.

### Rivalités
Les Rhinos partagent des rivalités contre l'Impact de Montréal, et les Riverhounds de Pittsburgh.